# كعكة عيد ميلاد
كعكة عيد الميلاد هي كعكة تؤكل للاحتفال بعيد ميلاد. يغلب أن تكون كعكة طبقات مع تغطية سكرية تُقدم مع شموع صغيرة مضاءة في الأعلى تمثل عمر المحتفَل به. من أنواعها الكعكة المكوبة والكعكة العودية والمعجنات والفطائر. يغلب أن تُزين الكعكة بتحيات عيد الميلاد "عيد ميلاد سعيد" واسم المحتفل.

## الصور

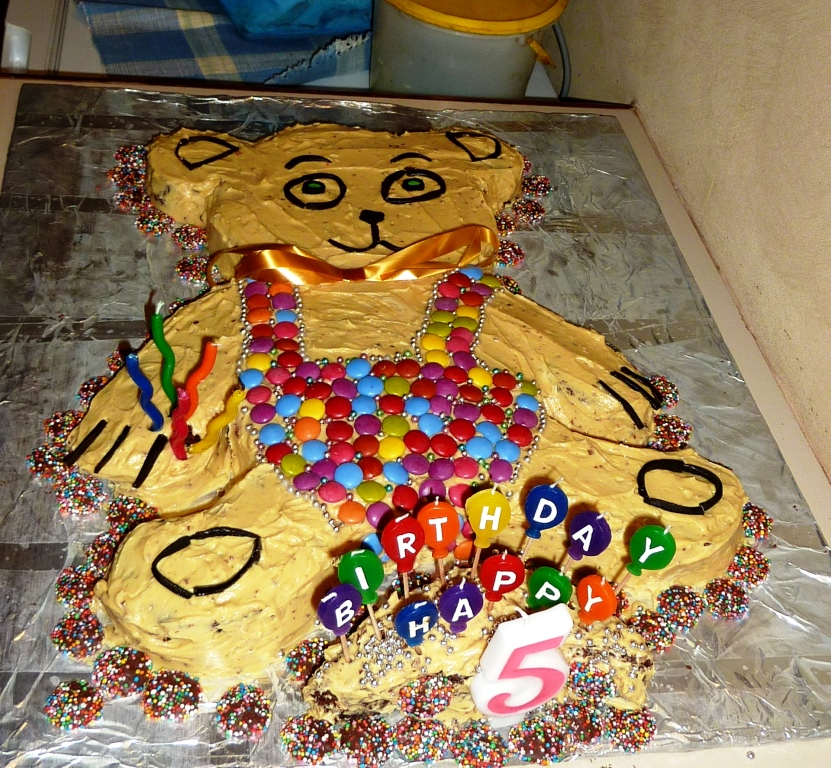
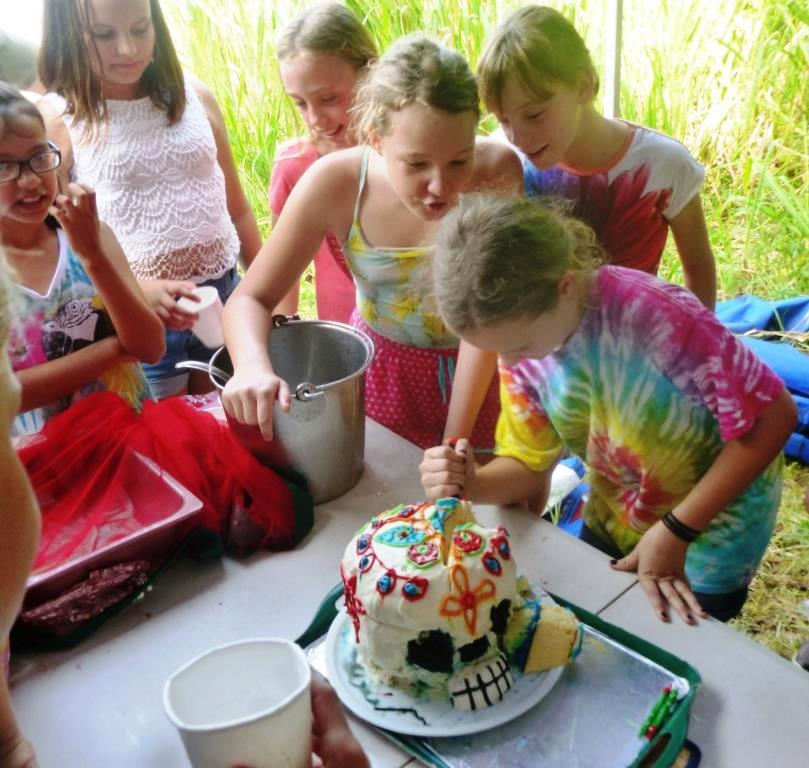
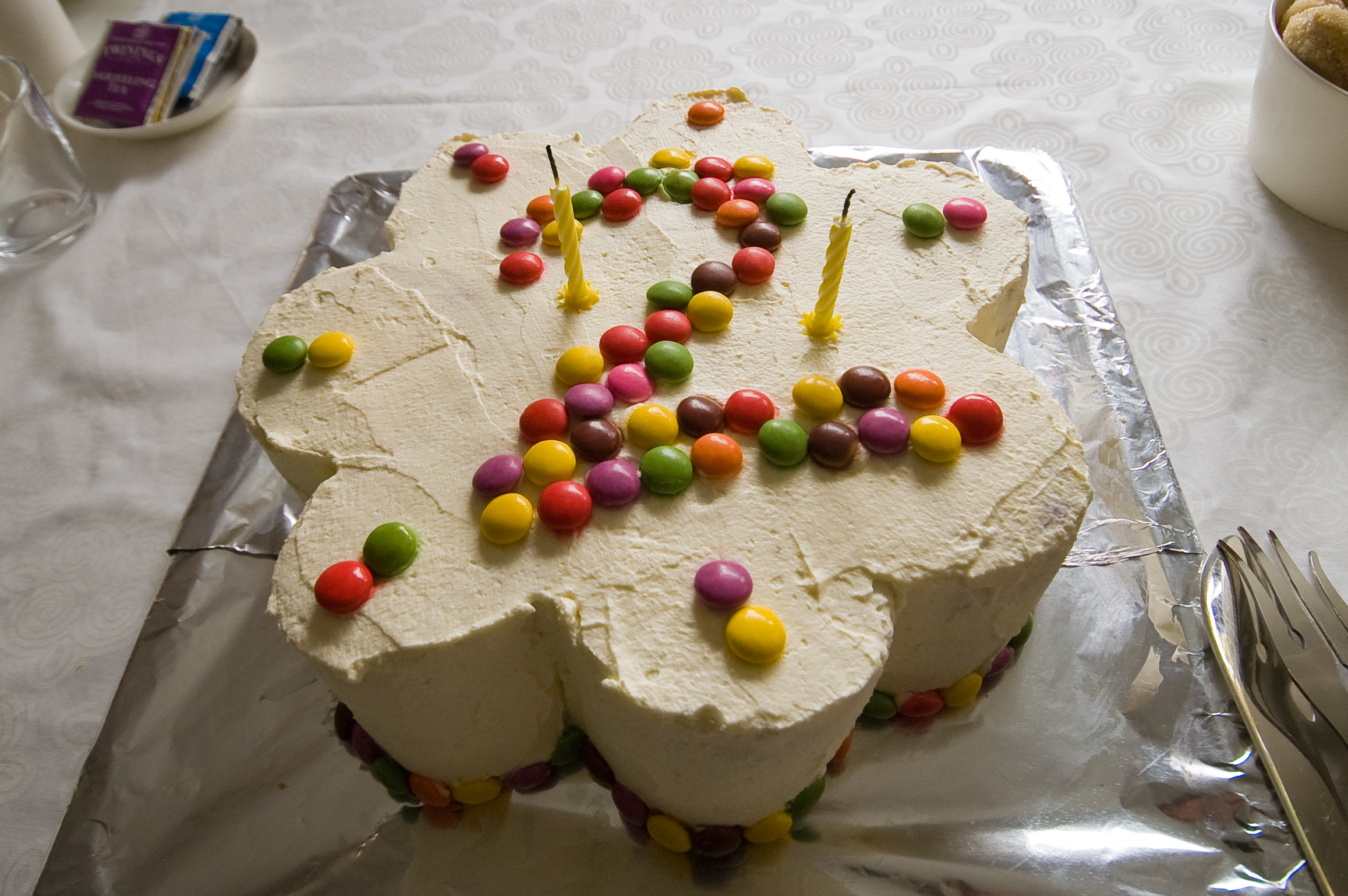
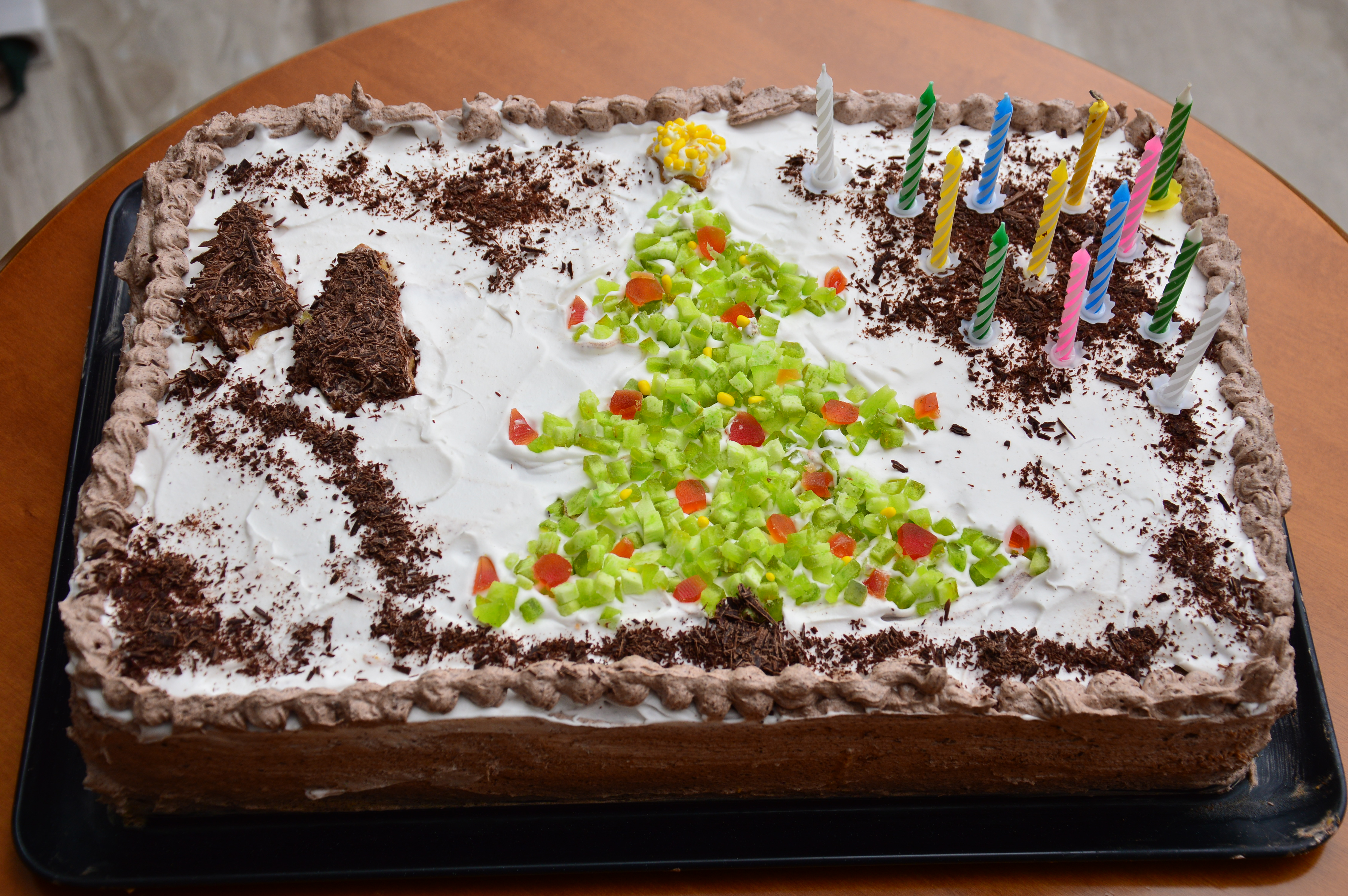
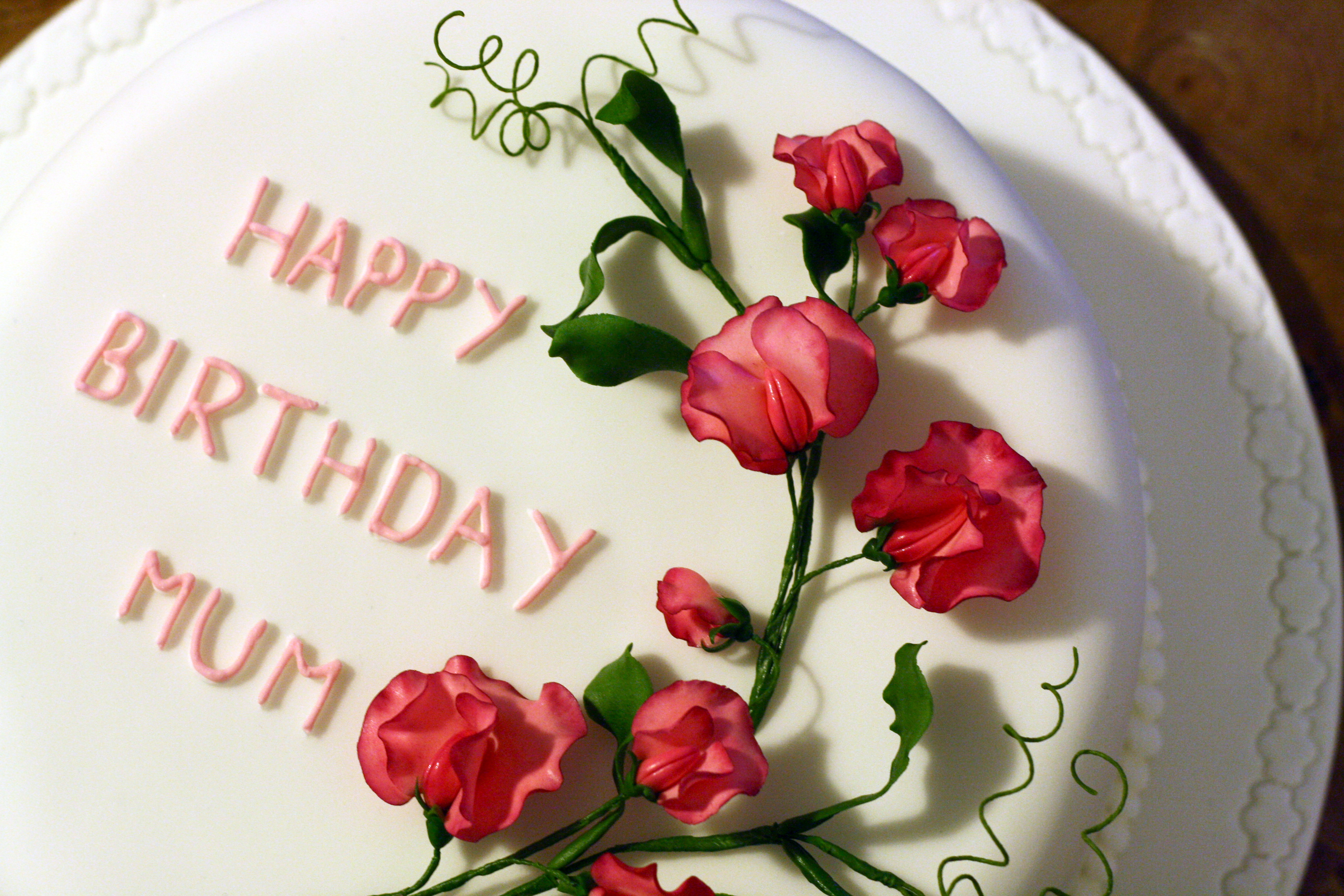
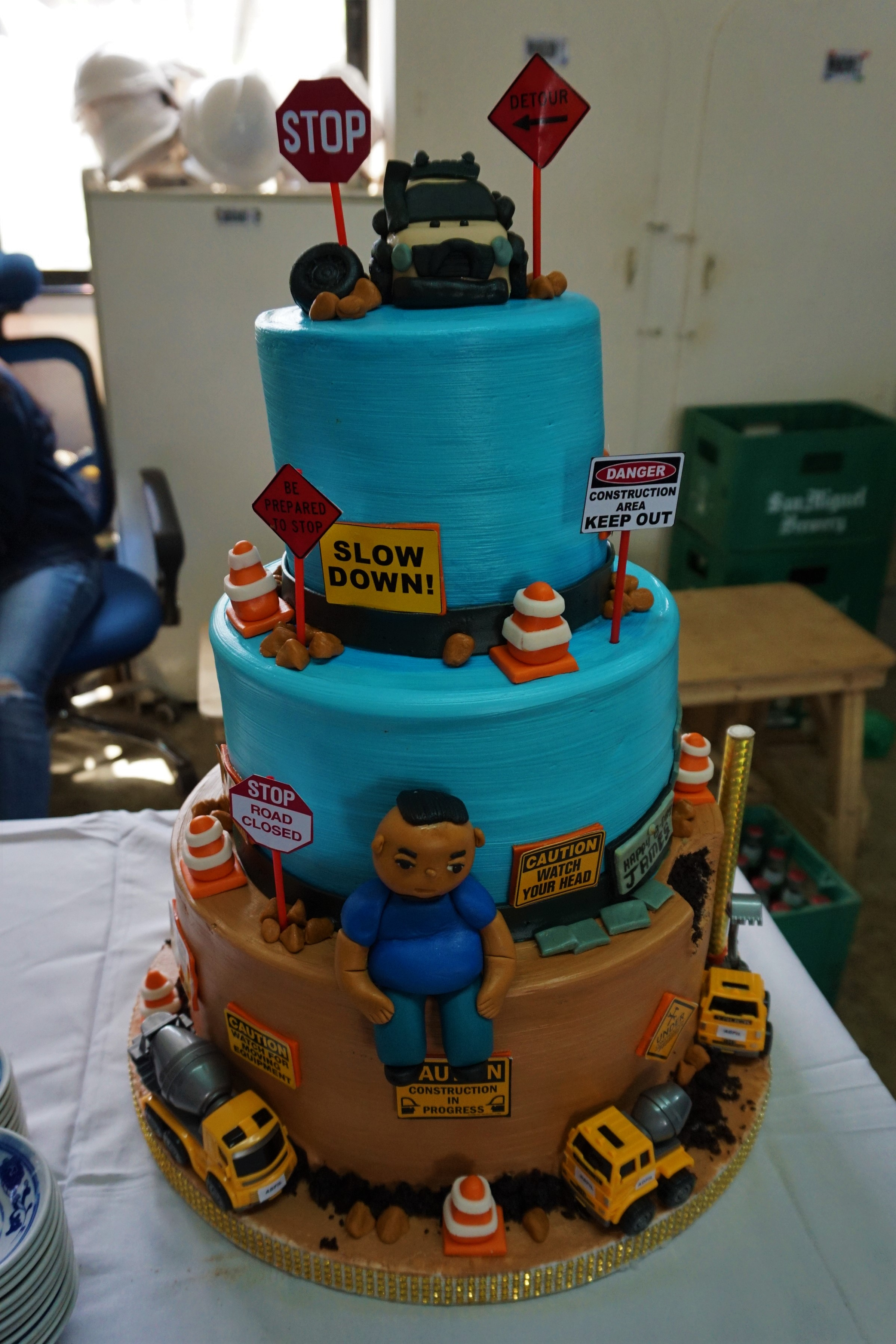
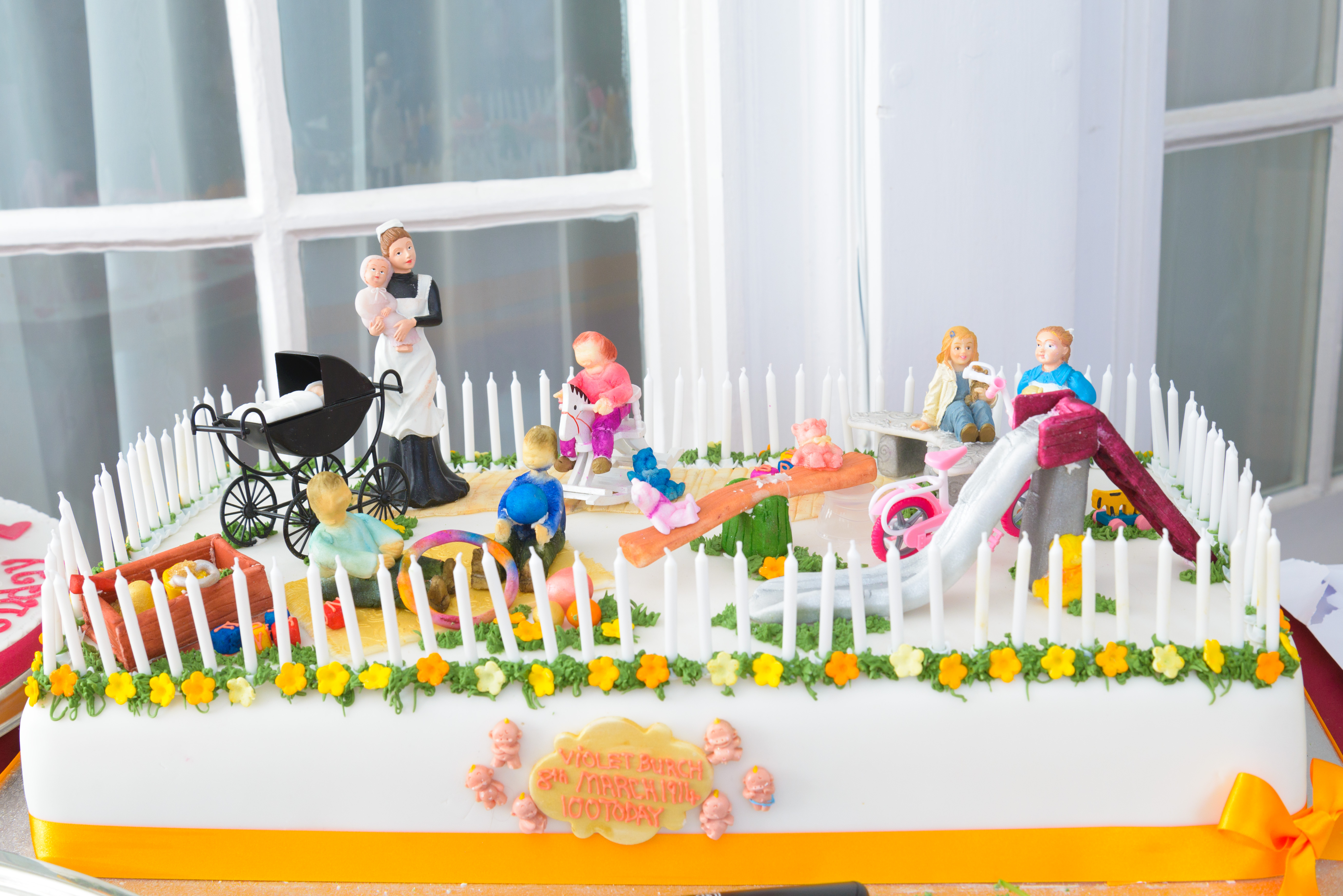
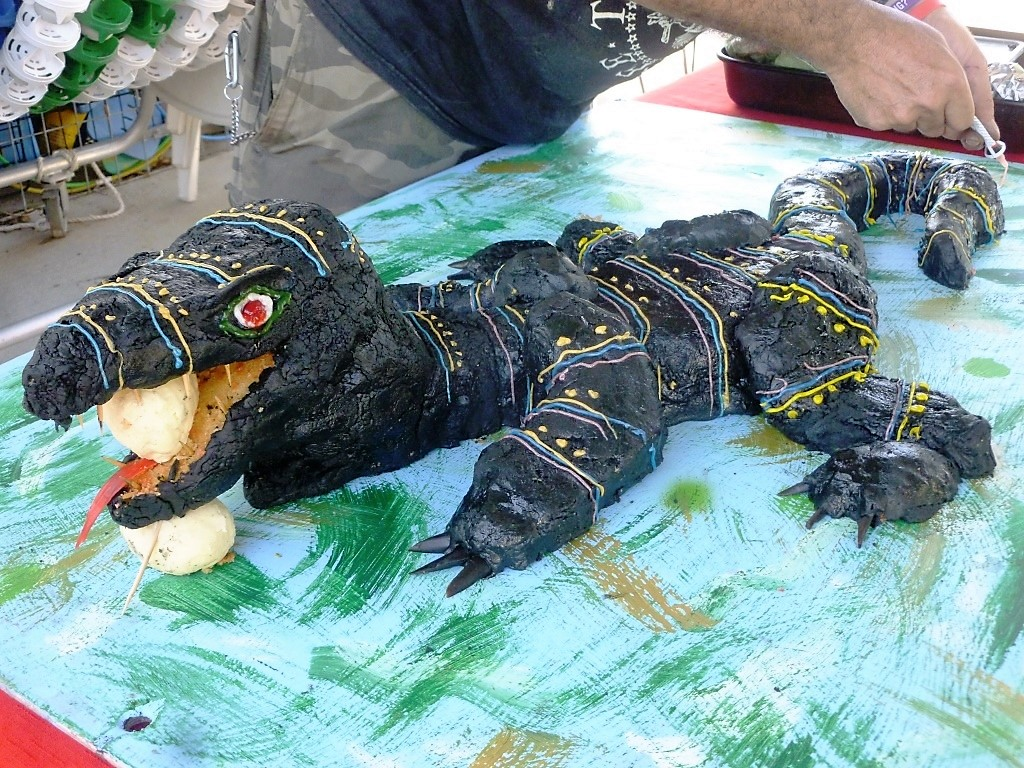
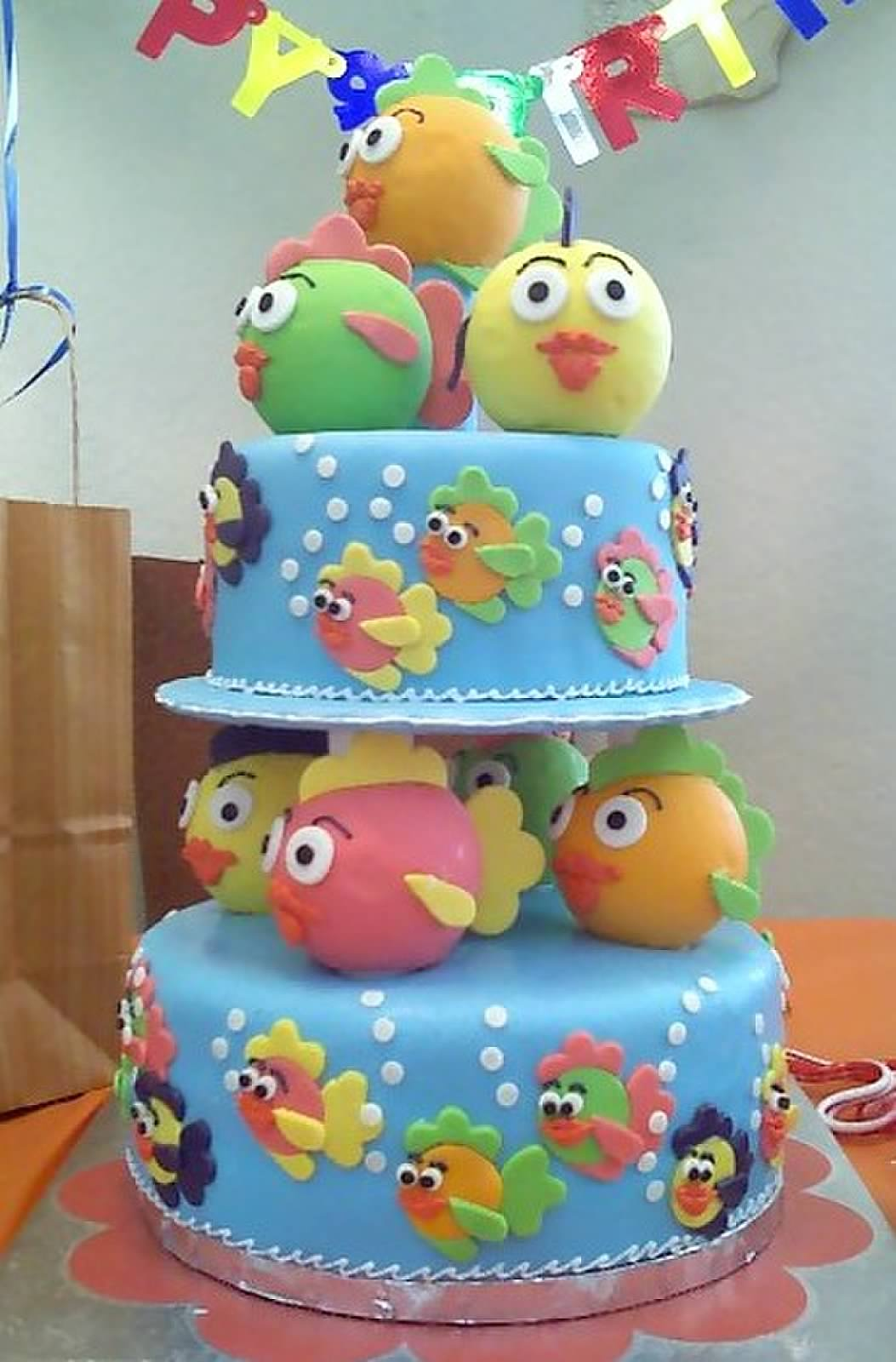
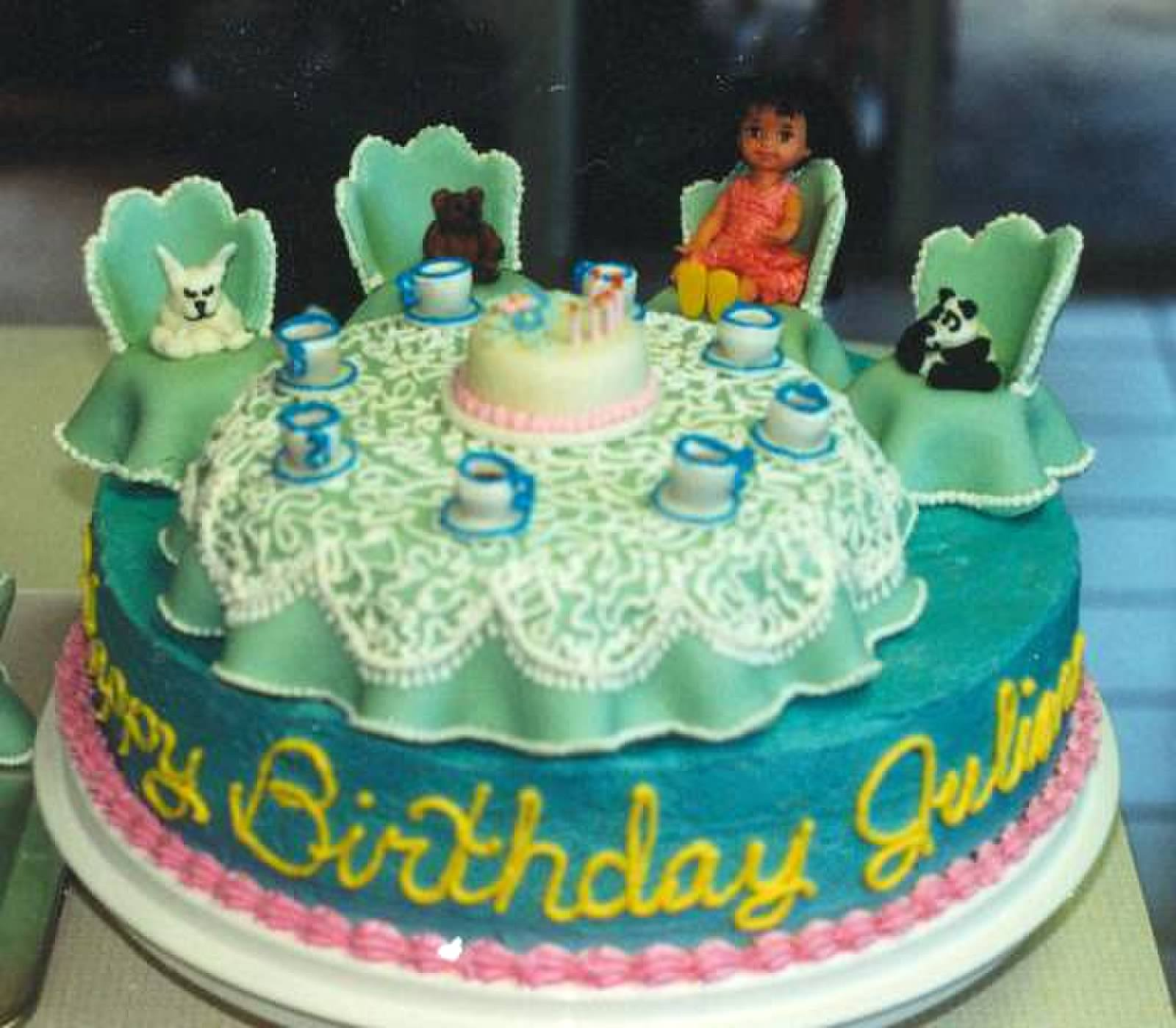
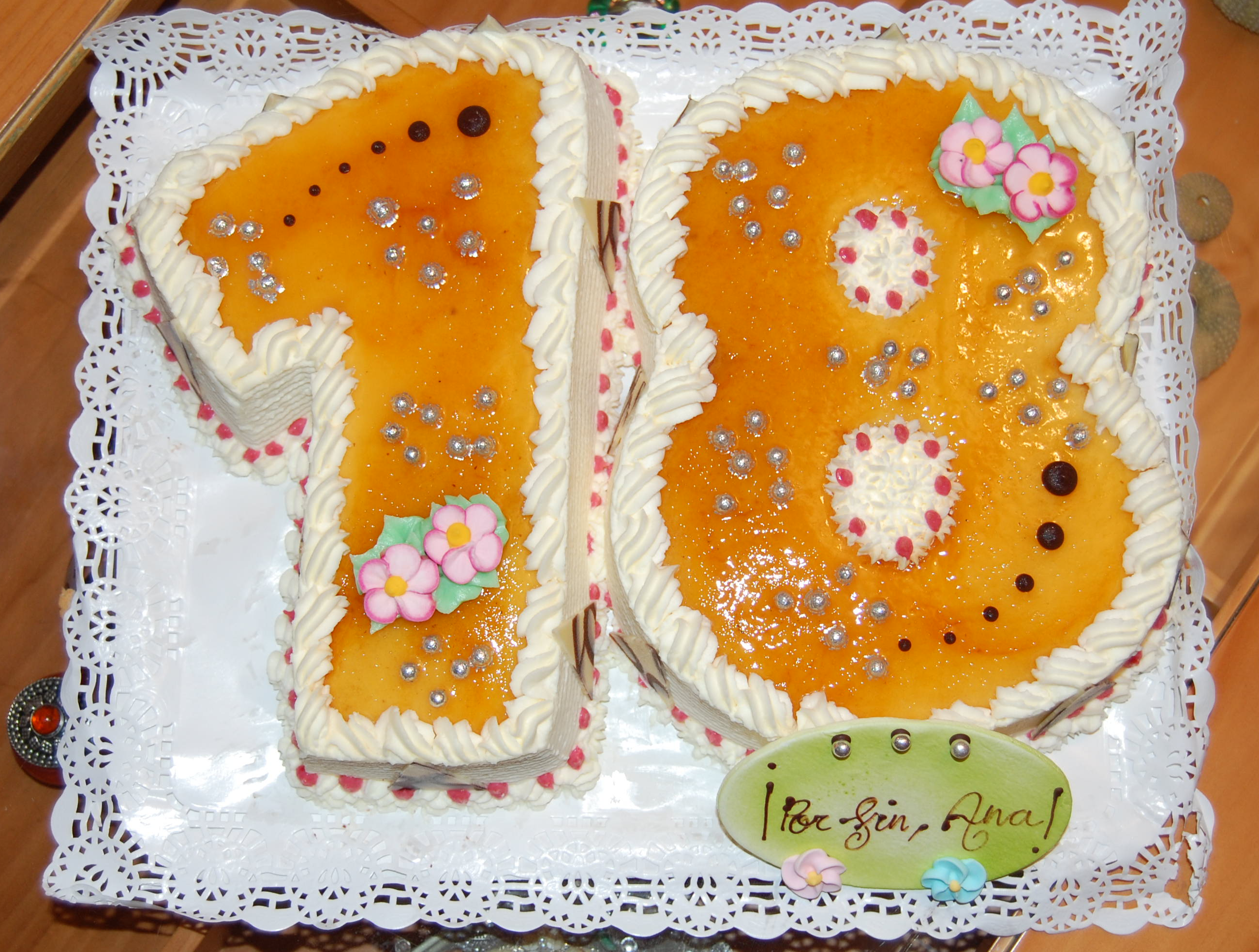
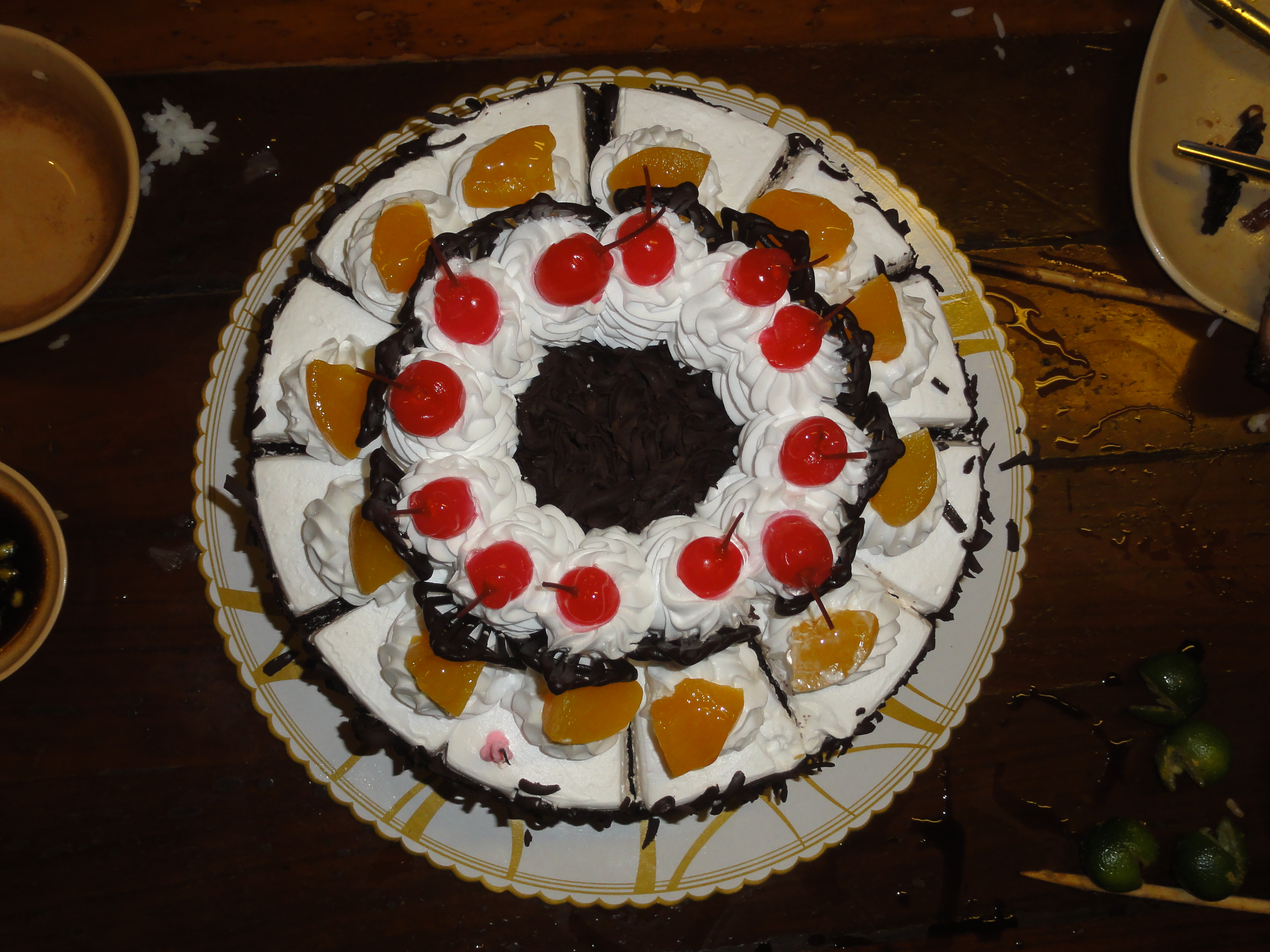
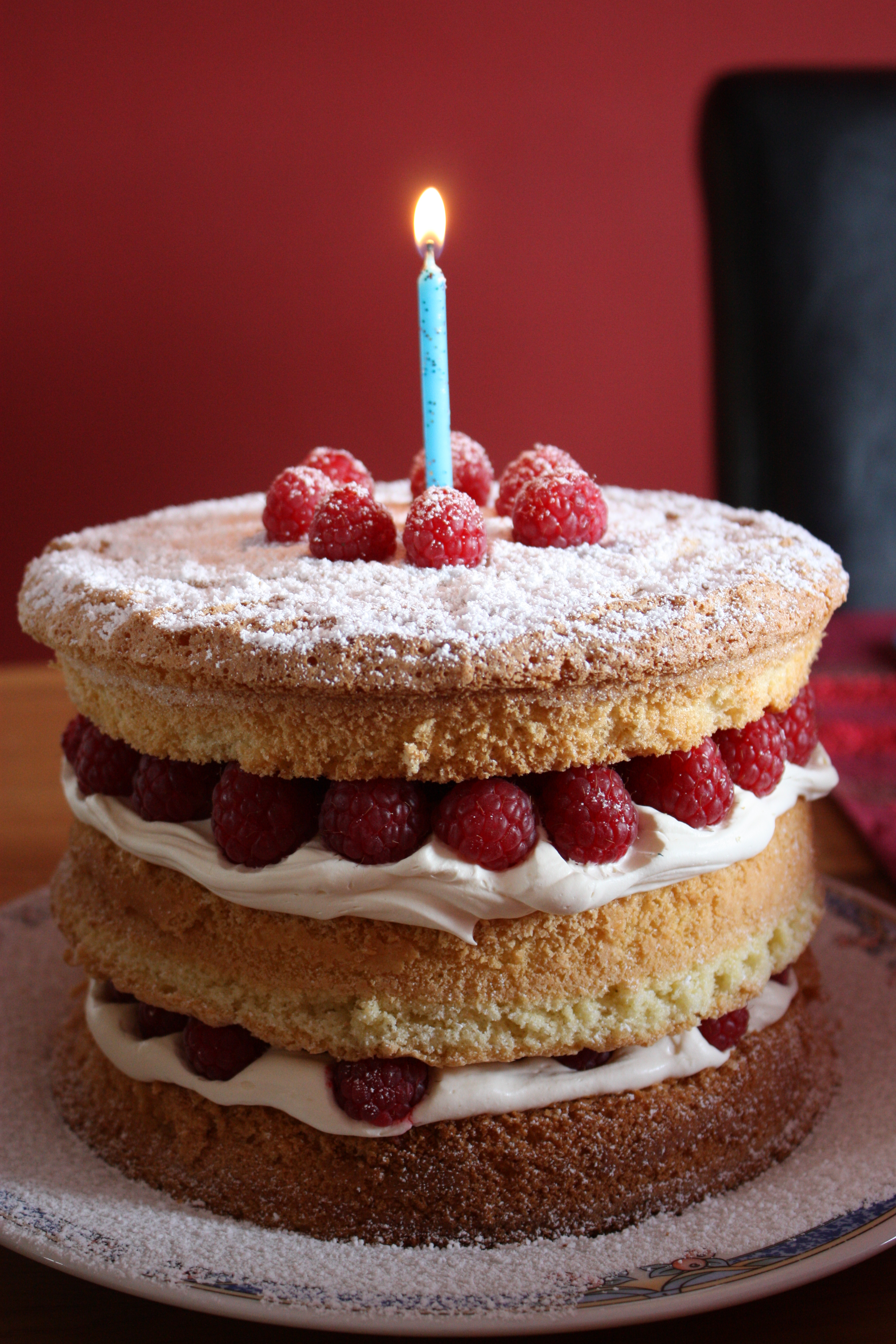
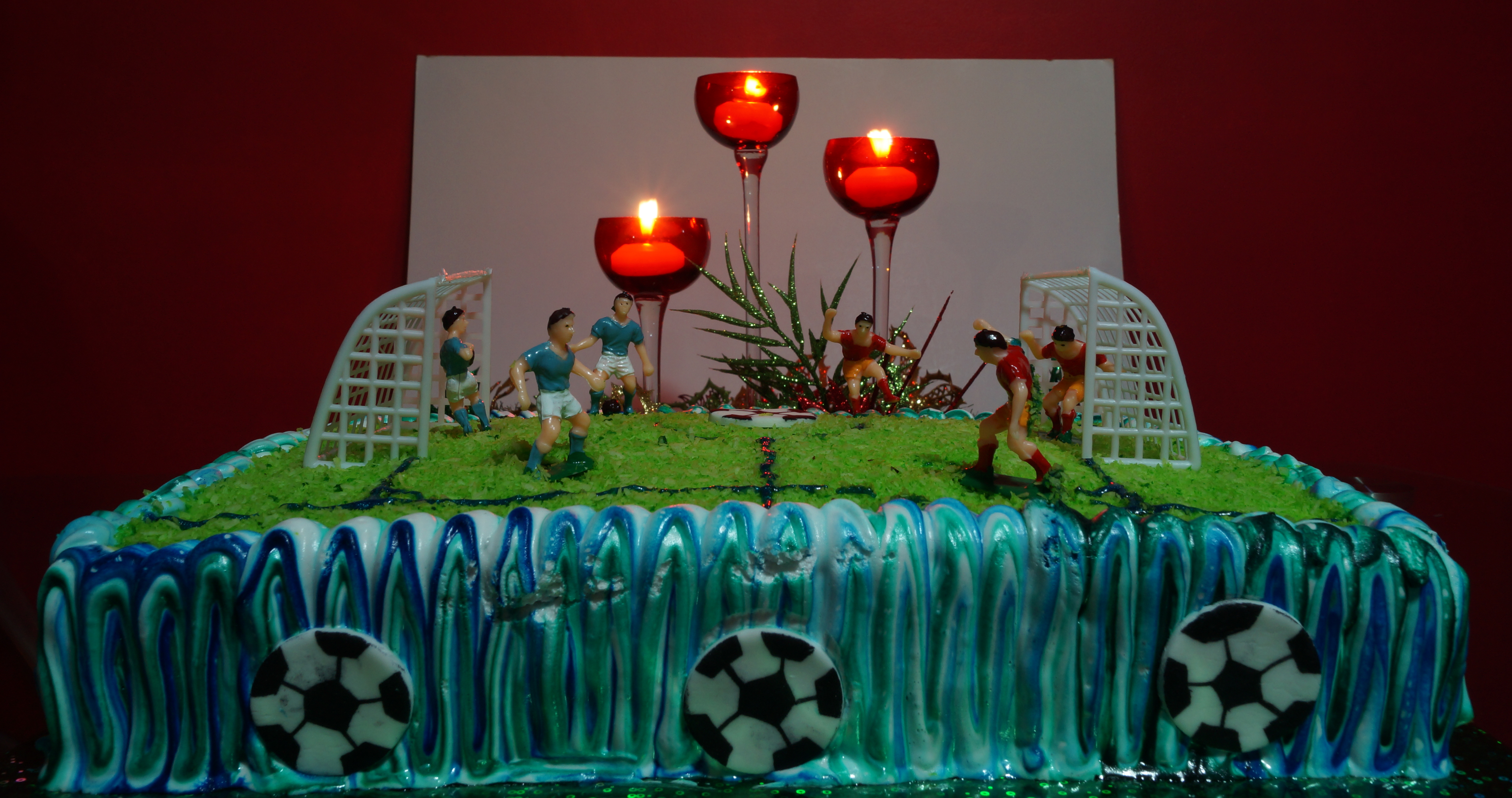
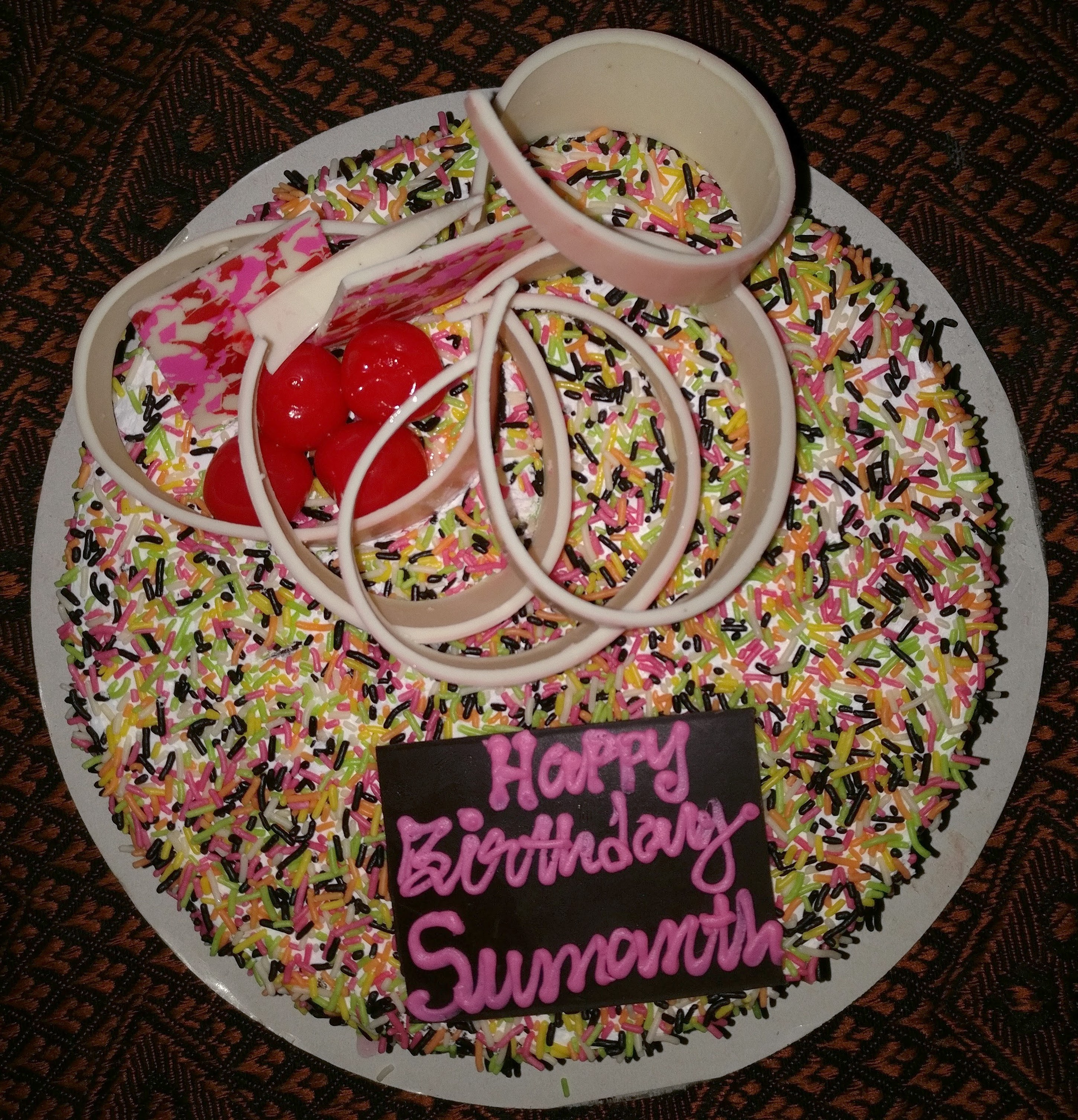
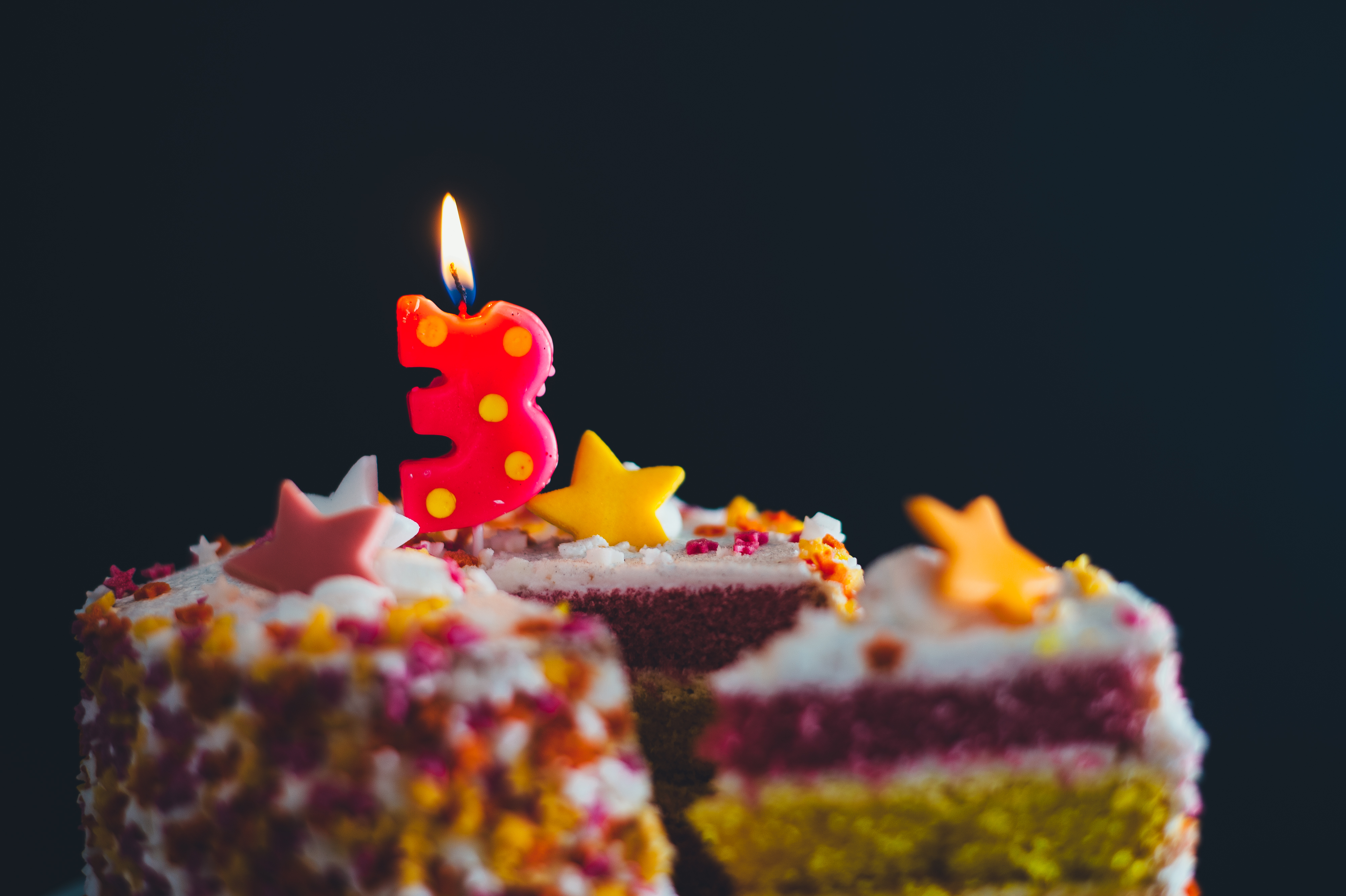
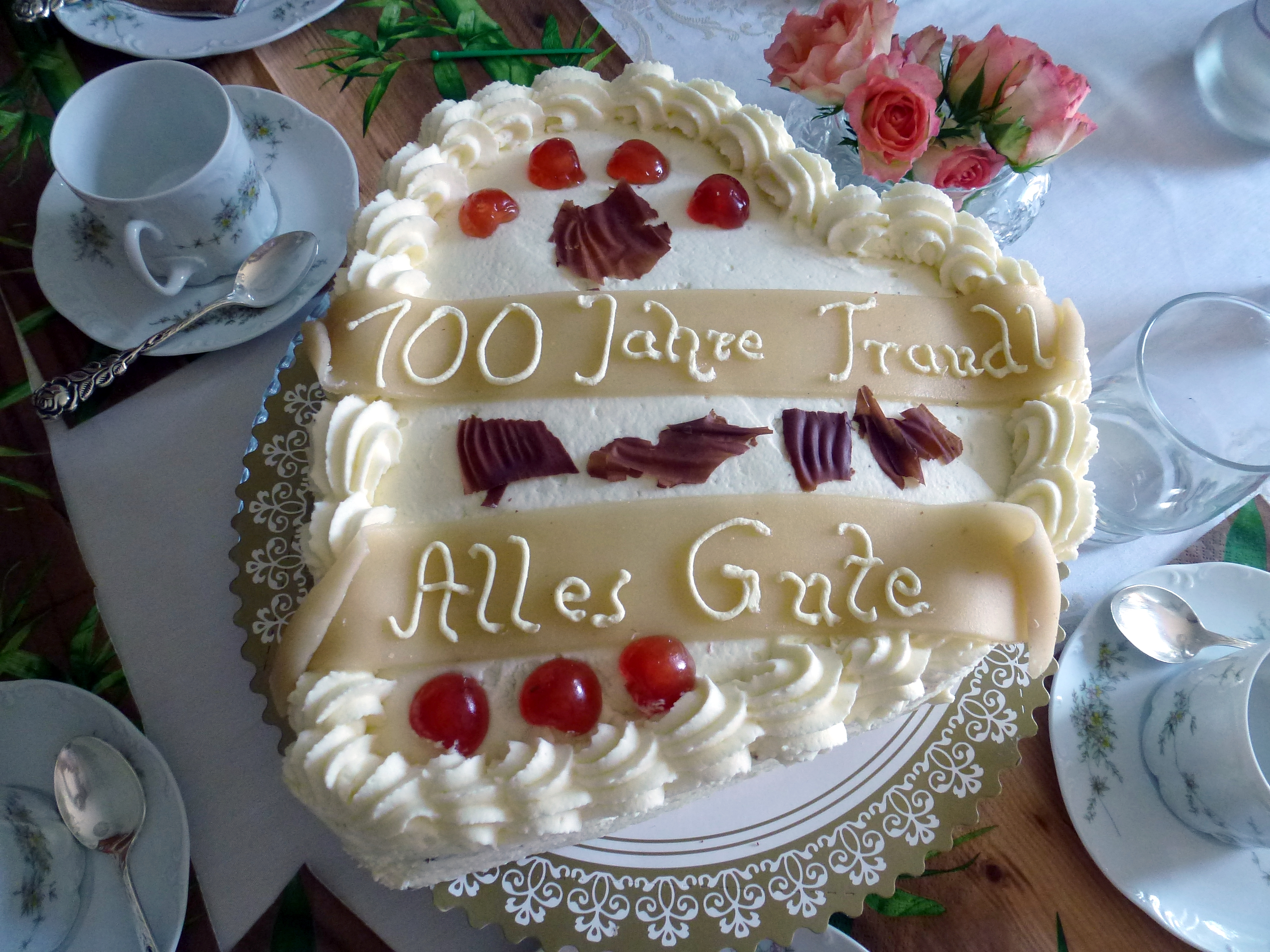
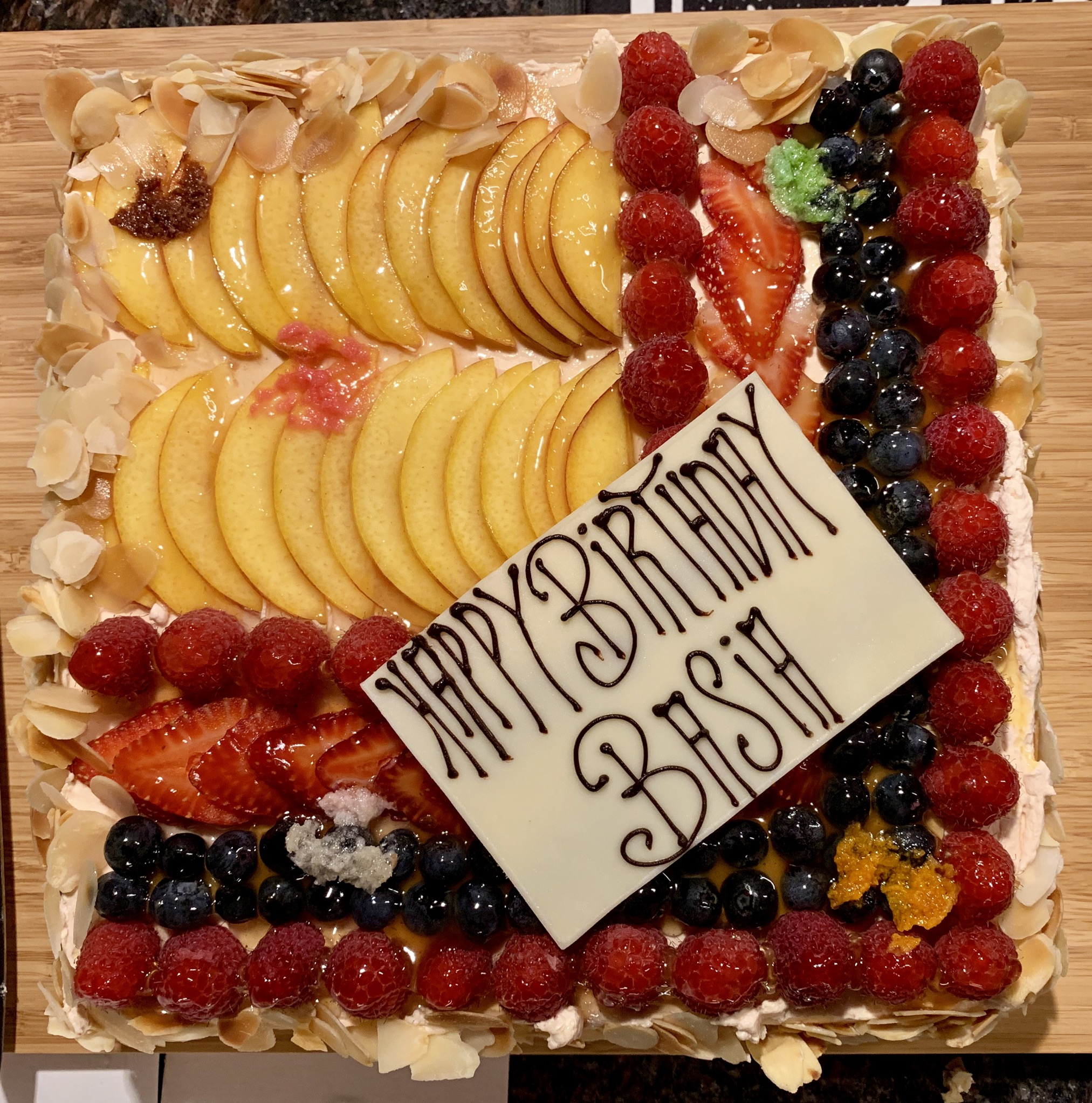
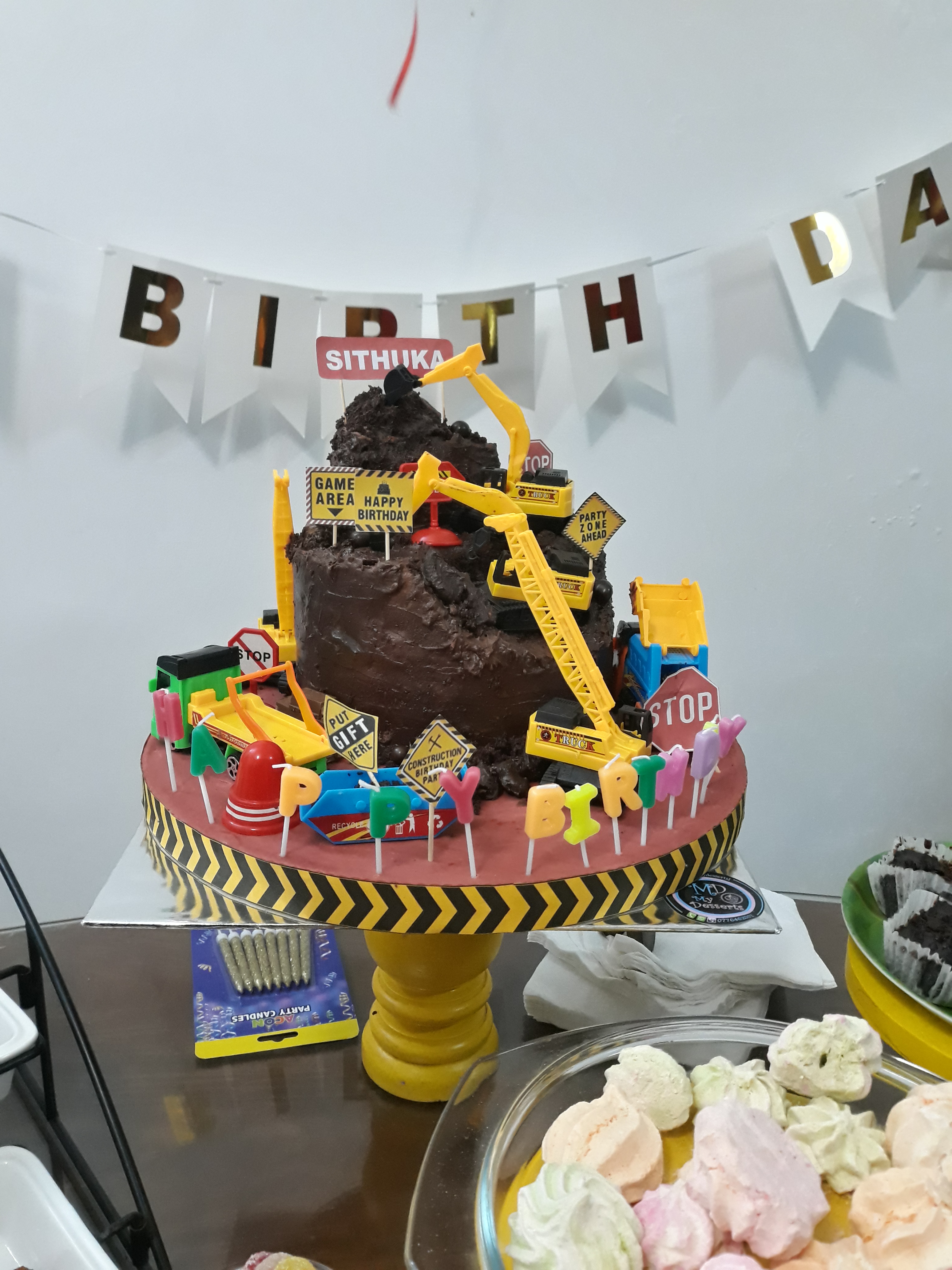
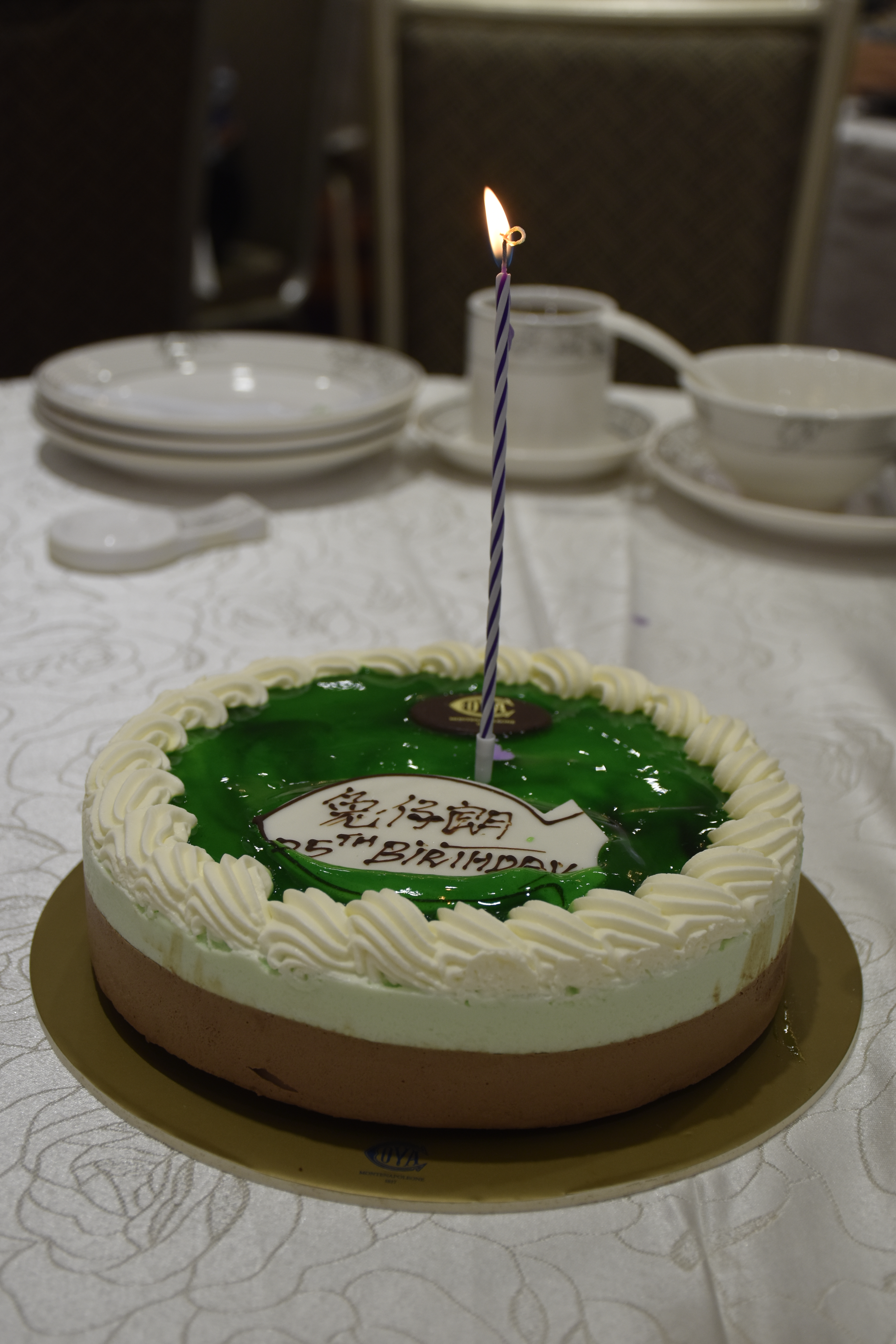

## نظر أيضا
- كعكة الزفاف
- عيد ميلاد
- طقوس المرور